# Melanochyla densiflora
Melanochyla densiflora är en sumakväxtart som beskrevs av George King. Melanochyla densiflora ingår i släktet Melanochyla och familjen sumakväxter. Inga underarter finns listade i Catalogue of Life.